# Viktor Schoner
Viktor Schoner (* 15. Oktober 1974 in Osterode am Harz) ist ein deutscher Intendant. 
Schoner, aufgewachsen in Aschaffenburg, studierte Bratsche an der Hochschule für Musik „Hanns Eisler“ Berlin und Musikwissenschaft bei Gerd Rienäcker an der Humboldt-Universität. Von 1999 bis 2001 war er Fellow an der School of Arts and Science der New York University. Ab 2001 war er als persönlicher Referent Gerard Mortiers und dramaturgischer Mitarbeiter bei den Salzburger Festspielen tätig, in gleicher Funktion dann 2002 bis 2004 bei der Ruhrtriennale. Dort betreute er insbesondere die Reihe Creationen – innovative Musiktheaterprojekte mit Künstlern wie Alain Platel, Robert Wilson, La Fura dels Baus, Bill Viola, Johan Simons, Peter Sellars, Christoph Marthaler und Emir Kusturica. 2004 bis 2008 arbeitete er an der Opéra National de Paris, zunächst als Adjoint au Directeur, ab 2006 als Directeur de la coordination artistique. Von 2008 bis 2017 war er künstlerischer Betriebsdirektor an der Bayerischen Staatsoper unter Intendant Nikolaus Bachler und betreute federführend das Festival für experimentelle Formen zeitgenössischer Oper im Rahmen der Münchner Opernfestspiele. Seit der Saison 2018/19 ist er Intendant der Staatsoper Stuttgart. Sein ursprünglich bis 2024 laufender Vertrag wurde im Dezember 2021 vorzeitig bis 2029 verlängert.
Im Bereich Oper initiierte Schoner außerdem gemeinsam mit dem Dirigenten Titus Engel 1998 die Akademie Musiktheater Heute, die seit 2001 als Initiative der Deutschen Bank fortgeführt wird, und die Ligerzer Opernwerkstatt 2005 bis 2010. Er ist zudem Herausgeber und Autor mehrerer Publikationen zum aktuellen Musiktheater.

## Veröffentlichungen
- mit Titus Engel und Stefan Fragner (Hrsg.): Generation_Oper: fünfzehn junge Kommentare zur Situation der Oper. Pfau, Saarbrücken 2001, ISBN 978-3-89727-127-2.
- mit Titus Engel (Hrsg.): Libretto: zeitgenössische Positionen von Komponisten, Schriftstellern und Interpreten zur Ligerzer Opernwerkstatt 2005. Pfau, Saarbrücken 2007, ISBN 978-3-89727-343-6.
- mit Titus Engel (Hrsg.): Zeitgenössische komische Oper: Positionen von Komponisten, Schriftstellern und Interpreten. Pfau, Saarbrücken 2010, ISBN 978-3-89727-411-2.
- mit Titus Engel (Hrsg.): Einflussangst im Gesamtkunstwerk: Positionen von Komponisten, Schriftstellern und Interpreten. Edition Octopus, Monsenstein und Vannerdat, Münster 2014, ISBN 978-3-95645-105-8.